# Lee Bo-hee
Lee Bo-hee (* 25. Mai 1959 als Jo Yeong-suk; in Wando-gun, Süd-Jeolla, Südkorea) ist eine südkoreanische Schauspielerin. Sie zählt neben Lee Mi-sook und Won Mi-kyung zu den drei erfolgreichsten und populärsten Schauspielerinnen des südkoreanischen Kinos der 1980er Jahre. Außerdem spielte sie in vielen Filmen des Regisseurs Lee Jang-ho die Hauptrolle.

## Filmografie (Auswahl)
- 1983: The Green Pine Tree
- 1983: Manifest der Narren (바보 선언)
- 1984: Between the Knees
- 1984: Agada
- 1985: Eoudong (어우동)
- 1986: Lee Jang-ho’s Baseball Team
- 1987: Der Mann mit den drei Särgen
- 1998: You My Rose Mellow
- 1994: The Man of 49 Days (49일의 남자)
- 2010: Le Grand Chef 2: Kimchi Battle
- 2011: Sunny
- 2016: Journey to My Boy (아들에게 가는 길)